# Cantone di Serres
Il Cantone di Serres è una divisione amministrativa dell'arrondissement di Gap.
A seguito della riforma approvata con decreto del 20 febbraio 2014, che ha avuto attuazione dopo le elezioni dipartimentali del 2015, è passato da 12 a 41 comuni. Dal 1º gennaio 2016 per effetto della fusione di tre comuni il numero è passato a 39.

## Composizione
I 12 comuni facenti parte prima della riforma del 2014 erano:
- La Bâtie-Montsaléon
- Le Bersac
- L'Épine
- Méreuil
- Montclus
- Montmorin
- Montrond
- La Piarre
- Savournon
- Serres
- Sigottier
- Saint-Genis

Dal 2015 i comuni appartenenti al cantone sono passati a 41, poi ridottisi a 39 dal 1º gennaio 2016 a seguito della fusione dei preesistenti comuni di Eyguians, Lagrand e Saint-Genis nel nuovo comune di Garde-Colombe:
- Aspremont
- Aspres-sur-Buëch
- La Bâtie-Montsaléon
- La Beaume
- Le Bersac
- Bruis
- Chabestan
- Chanousse
- L'Épine
- Étoile-Saint-Cyrice
- Garde-Colombe
- La Faurie
- La Haute-Beaume
- Méreuil
- Montbrand
- Montclus
- Montjay
- Montmorin
- Montrond
- Moydans
- Nossage-et-Bénévent
- Orpierre
- Oze
- La Piarre
- Ribeyret
- Rosans
- Saint-André-de-Rosans
- Saint-Auban-d'Oze
- Saint-Julien-en-Beauchêne
- Saint-Pierre-d'Argençon
- Sainte-Colombe
- Sainte-Marie
- Le Saix
- Saléon
- Savournon
- Serres
- Sigottier
- Sorbiers
- Trescléoux